# Едуардс Стіпрайс
Едуардс Стіпрайс (латис. Eduards Stiprais; 19 лютого 1969, Рига) — латвійський дипломат, постійний представник Латвії у Європейському Союзі (2004—2007), посол Латвійської Республіки у Великій Британії, посол Латвії у Франції.

## Біографія
Народився 19 лютого 1969 року в Ризі.
У 1993 році закінчив економічний факультет Латвійського університету. Від того часу працював в Міністерстерсті закордонних справ Латвії.
З 1995 по 1998 рік обіймав посади другого та першого секретаря при Місії Латвійської республіки в Європейському Союзі.
У 2004 році був призначений на посаду постійного представника Латвії у Європейському Союзі.
У 2009 році був головою Канцелярії Президента Латвійської Республіки в Україні та згодом був призначений на посаду посла Латвії у Великій Британії.
З 2013 по 2016 рік — заступник державного секретаря Міністерства закордонних справ.
З 2016 по 2020 рік був головою делегації ЄС в Узбекистані.
У 2020 році був призначений на посаду посла Латвії у Франції.
Член партії Латвійський шлях з 1993 року.

## Нагороди
- орден Трьох зірок IV ступеня (Латвія);
- орден «За заслуги» II ступеня (Україна, 2009)[6];
- державні нагороди Норегії й Франції.